# Lajka
Pas Lajka je jedno od prvih živih bića u svemiru i prva životinja u orbiti oko Zemlje koju je 3. studenog 1957. godine SSSR lansirao u letjelici Sputnjik 2. Bila je dokaz da je život moguć u bestežinskom stanju. Nije se vratila na Zemlju živa jer satelit nije imao modul za vraćanje i prizemljivanje.
Lajka je bila mješanka i pravo ime joj je bilo Kudravka, ali ubrzo je dobila nadimak Lajka po sibirskoj lovačkoj pasmini. Bila je lutalica pokupljena s moskovskih ulica.
Pretpostavlja se da je živjela koliko je imala kisika u kapsuli, iako neki tvrde da je 3. studenog 1957. uginula odmah od previsoke temperature, a neki da je uginula pojevši otrov u posljednjem predviđenom obroku.
Nakon pet mjeseci, nakon 2.570 orbita, Sputnjik 2 - uključujući Lajkine ostatke - raspao se prilikom ponovnog ulaska u atmosferu 14. travnja 1958. godine

## Galerija
- Žig Lajke